# Graham Henry
Graham William Henry (Christchurch, 8 de junio de 1946) es un exentrenador neozelandés de rugby.